# Mycète radiotrophe

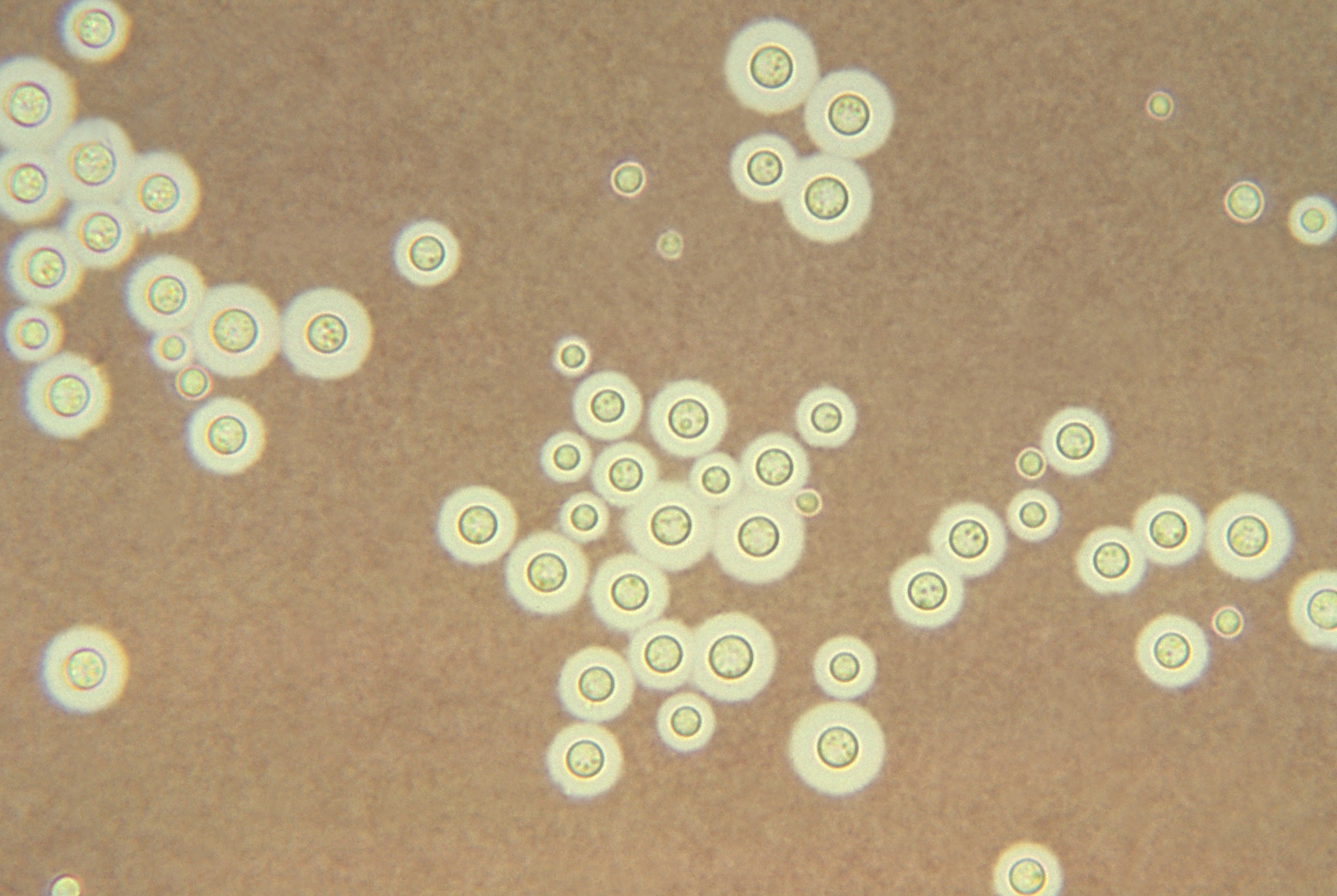
Cryptococcus neoformans (espèce ubiquitaire omniprésente dans le monde (pathogène opportuniste pour l'Homme), ici coloré à l'encre de Chine.

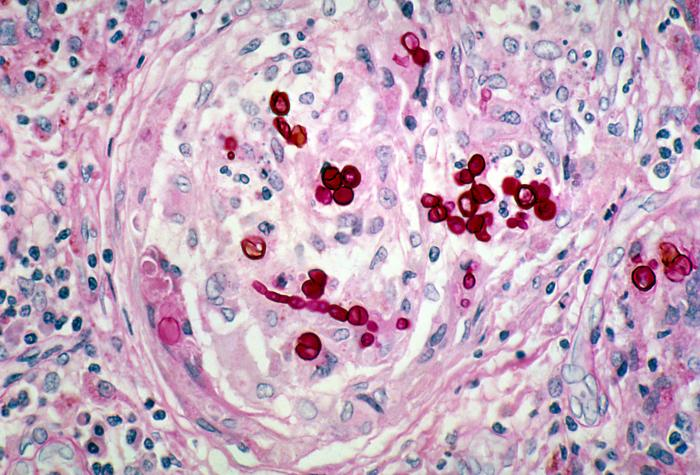
Wangiella dermatitidis, l'une des espèces dont le métabolisme augmente le plus en présence de certaines radiations (gamma). Ce microchampignon dispose en outre de mécanismes efficaces de réparation et protection contre les radiations ionisantes

Un mycète radiotrophe, ou champignon radiotrophe, est un mycète capable d'utiliser les radiations ionisantes pour produire de l'énergie métabolique à l'aide d'un pigment biologique, la mélanine.
Les termes radiotrophie comme phototrophie ne sont pas à prendre au sens littéral car ces organismes ne « mangent » pas les radiations, ils s'en servent plutôt comme source d'énergie pour notamment accélérer la digestion des nutriments qu'ils ingèrent par ailleurs.
Bien que des analogies existent avec la biosynthèse des glucides chez les organismes phototrophes, on sait peu de choses du processus biochimique par lequel ces mycètes utilisent la mélanine (pigment antioxydant) pour synthétiser les composés organiques et toutes les biomolécules nécessaires à leur croissance, par exemple s'ils utilisent leurs pigments dans le cadre d'un anabolisme complexe semblable à la photosynthèse ou encore s'ils mettent en œuvre des voies métaboliques analogues à celles des organismes chimiotrophes.
La radiosynthèse pourrait être un mécanisme ancien et important de l'évolution au moment de l'émergence de la vie hors des eaux, qui aurait aidé les plantes à produire l'oxygène, et les champignons et lichens à survivre aux environnements plus radioactifs de la Terre primitive, certains organismes extrêmophiles pouvant encore survivre dans des environnements radioactifs extrêmes.
Certains de ces champignons noirs mélanisés sont des pathogènes opportunistes connus. Leur radiorésistance devrait maintenant être mieux prise en compte lors de l’utilisation du rayonnement gamma pour la stérilisation des aliments par ionisation ou de matériels médicaux, notamment chez des patients immunodéprimés.

## Histoire scientifique
Les mycètes radiotrophes ont été découverts en 2007 dans des moisissures noires qui se développaient à l'intérieur de la centrale nucléaire de Tchernobyl. 

## Mécanismes métaboliques
Des analysées réalisés à l'Albert Einstein College of Medicine ont établi que la biomasse de trois mycètes à mélanine — Cladosporium sphaerospermum (en), Wangiella dermatitidis (en) et Cryptococcus neoformans — s'était significativement accrue et accumulait l'acétate plus rapidement lorsqu'elle était soumise à des rayonnements ionisants 500 fois plus élevés qu'un environnement normal. 
Plus précisément, l'étude a montré que l'exposition de C. neoformans à de tels niveaux de radiations modifie rapidement (en 20 à 40 minutes) les propriétés chimiques de la mélanine, ce qui avait pour effet d'accélérer le taux de transfert des électrons assuré par ce pigment — mesuré par la réduction du ferricyanure [Fe(CN)6]3– par le NADH — de trois à quatre fois par rapport aux cellules non irradiées.
La mélanine peut capter le rayonnement électromagnétique dans ces longueurs d'onde et grâce à ses propriétés d'oxydoréduction donner à certains organismes mélanisés la capacité de convertir ce rayonnement délétère pour la plupart des autres espèces en énergie métabolique. Au début des années 2000, les aspects génétiques et le mécanisme détaillé de cet effet sont encore à éclaircir.
Des effets semblables sur l'aptitude de la mélanine à transporter les électrons ont été observés par les auteurs après exposition à des rayonnements non ionisants, ce qui suggère que les mycètes à mélanine sont également capables d'utiliser la lumière visible, voire infrarouge.
Ces champignons semblent à la fois utiliser des changements dans la structure chimique de la mélanine et des phénomènes de paramagnétisme, ainsi que des caractéristiques de composition chimique de la mélatonine et de son arrangement spatial ;

### Coût métabolique de la mélanisation
La mélanisation présente cependant un coût métabolique non négligeable pour les cellules fongiques car en l'absence de radiations, certains champignons, dont la biosynthèse de la mélanine est bloquée par une mutation génétique, se développent plus vite que ceux qui sont en mesure de produire de la mélanine. 
Ceci pourrait provenir par exemple de la plus grande difficulté à absorber les nutriments à travers une paroi cellulaire riche en mélanine ou de la présence de métabolites toxiques produits au cours de la biosynthèse de la mélanine. Cela semble confirmé par le fait que de nombreux mycètes qui sont capables de synthétiser de la mélanine ne le font généralement pas, hormis en réponse à des stimuli extérieurs ou lors de certaines étapes de leur développement.

## Applications possibles
Des usages biomimétiques sont envisageables, et des auteurs ont déjà proposé que ces champignons puissent être utilisés comme suit :
- des astronautes pourraient en cultiver comme source de nourriture inépuisable lors de longues missions ou pour coloniser ou terraformer d'autres planètes[10]. La radiotrophie permettrait à ces champignons noirs de se développer en gagnant de l'énergie grâce aux niveaux élevés de rayonnements ionisants ;
- la mélanine pourrait être utile à la conception de nouveaux matériaux biomimétiques radioprotecteurs [8]. Ils pourraient avoir un large éventail d'applications, dont par exemple la protection de la moelle osseuse durant une radiothérapie anticancéreuse[11], la protection des personnels impliqués dans l'énergie nucléaire, la protection de matériels et de personnels lors de l'exploration spatiale (30) ;
- la dépollution ou décontamination radioactive : des champignons radiorésistants pourraient être cultivés sur des filtres destinés à absorber des composés radioactifs de l'environnement ; par exemple à la suite d'un accident nucléaire ou d'une contamination chronique par des effluents industriels.